# Gdańsk Port Północny
Gdańsk Port Północny  – postojowa stacja towarowa i terminal przeładunkowy paliw płynnych.
Gdańsk Port Północny jest końcową stacją towarowej linii kolejowej nr 226 łączącej Pruszcz Gdański z Gdańskiem.
Obecnie użytkowana jest dwutorowa linia towarowa na odcinku
Pruszcz Gdański – Wisła Most i jednotorowa  na odcinku Wisła Most – Gdańsk Port Północny.